# Chorinea octauius
Espèce
Chorinea octauius est un insecte lépidoptère appartenant à la famille  des Riodinidae et au genre Chorinea.

## Dénomination
Chorinea octauius a été décrit par Johan Christian Fabricius en 1787.

### Sous-espèces
- Chorinea octauius octauius;
- Chorinea octauius orchestris Stichel, 1910; présent au Pérou.

### Nom vernaculaire
Il se nomme Fabricius Angel ou Octauius Swordtail en anglais,.

## Description
Chorinea octauius est un papillon aux ailes transparentes nacrées, bordées de noir et largement marquées de veines noires avec à chaque aile postérieure une longue queue et une large tache anale rouge orangé.

## Biologie
Sa biologie est peu connue.

## Écologie et distribution
Chorinea octauius est présent au Guatemala, au Brésil, au Pérou, en Colombie, au Venezuela, à Trinité-et-Tobago, au Surinam, en Guyana et en Guyane.

### Biotope
Il réside dans la forêt.

### Protection
Pas de statut de protection particulier.